# Cabaiguán
Cabaiguán est une ville de la province de Sancti Spíritus, à Cuba. Elle est située à 24 km au nord-ouest de Sancti Spíritus. Sa population s'élevait à 32 000 en 2008.

## Géographie

### Situation
Cabaiguán est au centre de l'île de Cuba, dans l'ouest de la province de Sancti Spíritus, à 334 km sud-est de La Havane et 20 km nord-nord-ouest de sa capitale de province Sancti Spíritus.

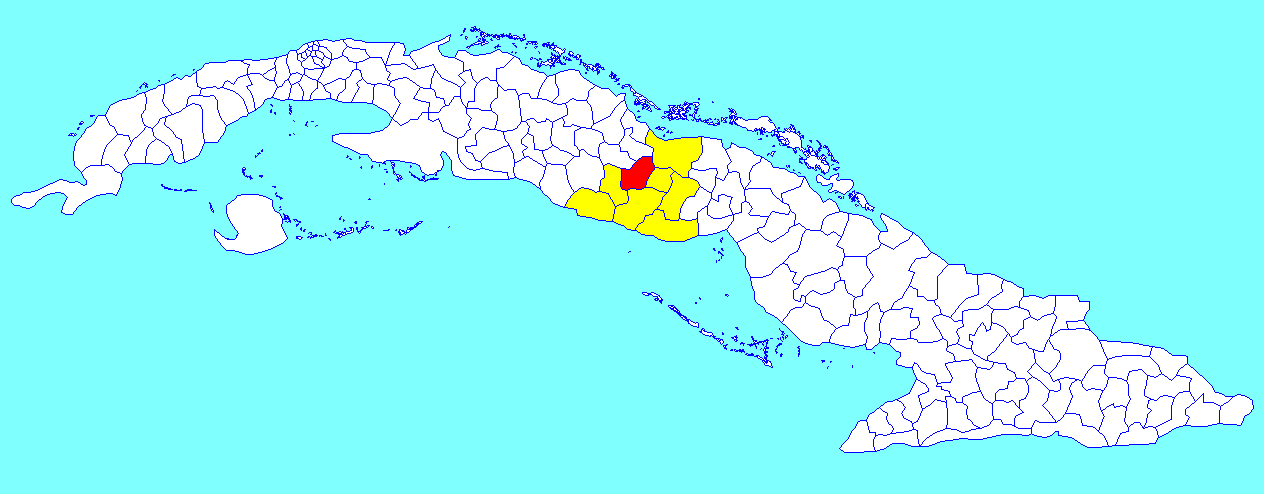
Municipalité de Cabaiguán dans la province de Sancti Spíritus

### Divisions administratives
La municipalité compte 11 consejos populares :
- Urbano 1
- Urbano 2
- Cuatro Esquina
- Guayos
- Neiva
- Tres Palmas
- Jíquima
- Las Minas
- Potrerillo
- Santa Lucia
- Punta Diamante

## Population
En 2022 la population de la municipalité est estimée à 63 981 habitants. Pour une surface de 596,8 km2, la densité est de 107,2 habitants/km².

## Histoire
Cabaiguán est fondée en 1894, et en 1926 la municipalité de Cabaiguán.
Le 22 décembre 1958, commença une ère nouvelle pour les Cabaiguanenses, lorsqu'ils virent les troupes dirigées personnellement par le commandant Ernesto Che Guevara entrer dans la ville.

## Économie
L'économie de Cabaiguán repose principalement sur l'agriculture, grâce à des sols fertiles. Sa production de havanes est internationalement reconnue, notamment les marques Cohiba et Montecristo.
À Cabaiguán se trouve la raffinerie « Sergio Soto », qui est spécialement destinée à la production de lubrifiants pour répondre à la demande intérieure.